# Sindicat

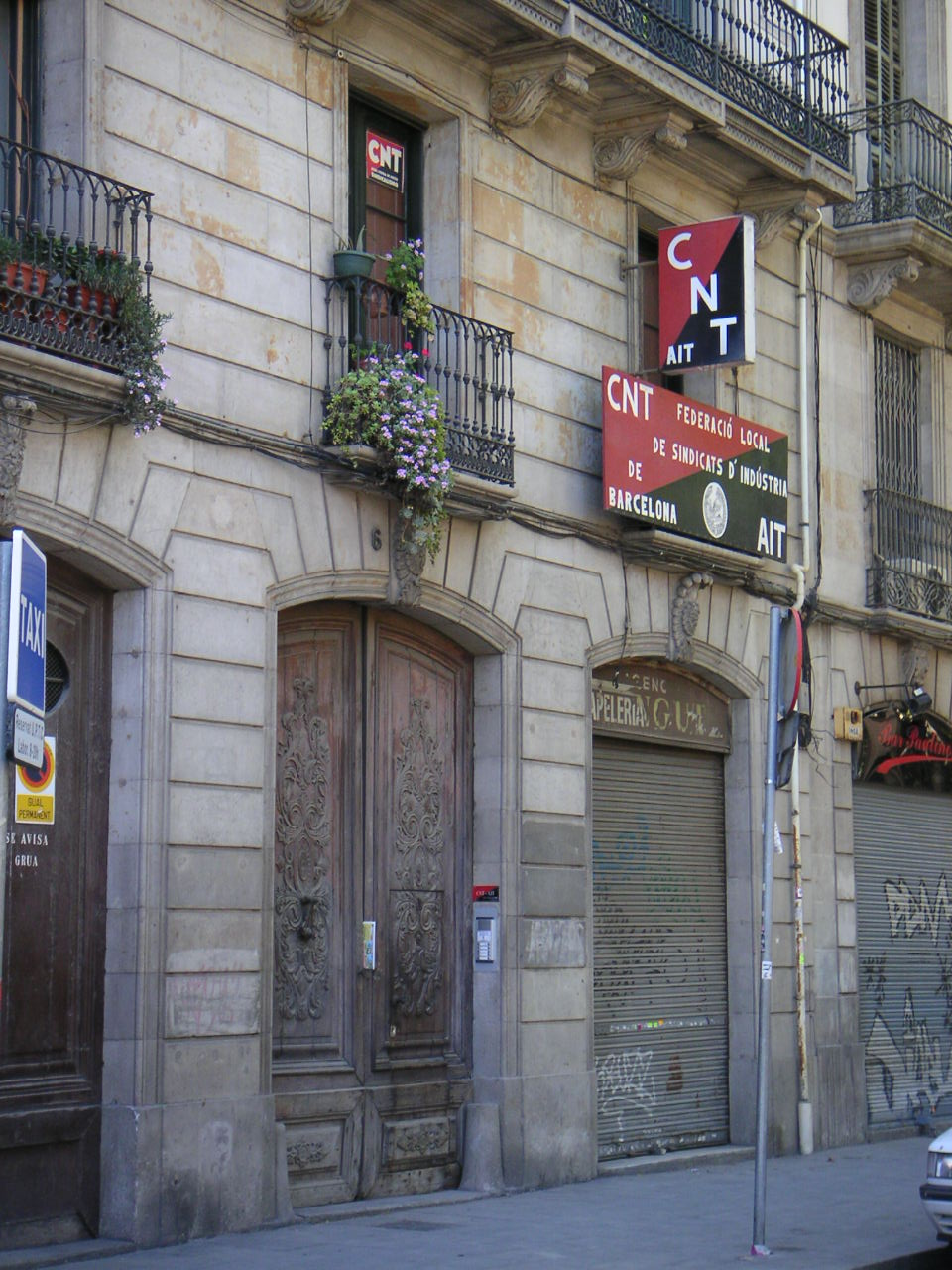
Oficina de la CNT-AIT a Barcelona.

Un sindicat és una associació formada per a la defensa dels interessos econòmics i socials dels seus membres. Els sindicats segueixen els principis del sindicalisme. Generalment el terme és aplicat al sindicat obrer, format pel proletariat industrial, però també pot referir-se a altres grups, com ara el sindicat camperol, que agrupa els treballadors del camp, el sindicat agrícola, que agrupa sobretot els grans propietaris rurals, el sindicat patronal, o agrupació d'empresaris per a la defensa dels seus interessos, i el sindicat d'estudiants, que agrupa fonamentalment estudiants universitaris.

## Tipus

### Sindicats de classe
També anomenats generalistes, participen més o menys d'un plantejament de lluita de classes.
Els referents principals als Països Catalans són Comissions Obreres (CCOO), que és el primer sindicat en nombre d'afiliats i de representants sindicals, i la Unió General de Treballadors (UGT). Altres sindicats, són la Unió Sindical Obrera (USOC), la Confederació General del Treball (CGT), la Intersindical Alternativa de Catalunya (IAC), la Central Sindical Independent i de Funcionaris (CSIF), la Intersindical-CSC, la Coordinadora Obrera Sindical (COS), la Intersindical Valenciana i el Sindicat de Treballadores i Treballadors-Intersindical de les Illes Balears (STEI-i), Sindicat de Periodistes de Catalunya (SPC).
Històricament, el moviment sindical més transcendent a Catalunya fou la Confederació Nacional del Treball (CNT), principalment als anys 20 i 30 del segle XX.

### Sindicats sectorials
A més dels sindicats generalistes, existeixen sindicats especialitzats a defensar els interessos dels treballadors de sectors concrets. Per exemple, per a defensar els pagesos es crearen agrupacions com la Unió de Pagesos a Catalunya (1974) i l'Associació Valenciana d'Agricultors al País Valencià (1977), per a defensar els professors de l'ensenyament va néixer Unió Sindicats Treballadors de l'Ensenyament de Catalunya (actualment USTEC·STEs) que s'integra dins de la confederació Intersindical Alternativa de Catalunya (IAC), per a defensar els treballadors de l'Administració Pública de Catalunya, es va crear la Candidatura Autònoma de Treballadors i Treballadores de l'Administració de Catalunya (CATAC) a Catalunya (1985), actualment també dins de la Intersindical Alternativa de Catalunya (IAC), per a defensar els professors d'ensenyament secundari, es va crear el Sindicat de Professors de Secundària a Catalunya (1999). En l'àmbit estudiantil, també hi ha sindicats sectorials, com el Sindicat d'Estudiants dels Països Catalans (SEPC), l'Associació d'Estudiants Progressistes (AEP), la Federació Nacional d'Estudiants de Catalunya (FNEC) i el Bloc d'Estudiants Agermanats (BEA).

## Criticisme
L'economista Milton Friedman, guanyador del Premi Nobel i defensor del capitalisme del laissez-faire, creu que la sindicalització (així com el salari mínim) sovint produeix majors salaris a costa d'un menor nombre de llocs de treball, i que si algunes indústries estan sindicalitzades mentre que d'altres no ho estan, els salaris es reduiran en els sectors no sindicalitzats.